# 뮤직플러스 (텔레비전 프로그램)
《뮤직플러스》는 2001년 5월 5일부터 2003년 6월 21일까지 KBS 2TV에서 방송되었던 음악 프로그램이었다. 뮤직뱅크와 함께 2000년대 초반 양대 가요 프로그램이었다.

## 방송 시간
- 2001년 5월 4일 ~ 2002년 초반 매주 토요일 오후 5:20 ~ 6:40[1]
- 2002년 초반 ~ 2003년 6월 매주 토요일 오후 5:00 ~ 6:00[2]

## 진행자
- 탁재훈
- 유재석
- 조윤희